# スコット・シーボル
スコット・アンソニー・シーボル（Scott Anthony Seabol , 1975年5月17日 - ）は、アメリカ合衆国ペンシルベニア州出身の元プロ野球選手（内野手）。2008年～2009年まで広島東洋カープに所属した。

## 来歴・人物
1996年、ニューヨーク・ヤンキースからドラフト88巡目で指名され契約。2001年4月8日に代打でメジャーデビューし、ジェイソン・マクスウェル（1993年シカゴ・カブス74巡目）の記録を更新する史上最も低いドラフト順位のメジャーリーガーとなった（わずか11日後の同年4月19日にトラヴィス・フェルプス（1997年タンパベイ・デビルレイズ89巡目）が更新）。ヤンキースでのメジャー出場はこの1打席（セカンドフライ）のみに終わった。1999年、ヤンキース傘下1A時代に、マイナーリーグ史上4位の35試合連続安打を記録している。
2002年オフにミルウォーキー・ブルワーズ、2003年途中にセントルイス・カージナルスに移籍し、2004年には3Aで打率.304、31本塁打を記録。2005年に4年ぶりにメジャー出場を果たしたが代打出場が中心で、59試合で打率.219、1本塁打、10打点に終わった。
2006年からフロリダ・マーリンズ傘下3Aアルバカーキ・アイソトープスでプレーし、7月2日に、不振により退団したマイク・サーベナックの代役として、韓国プロ野球の起亜タイガースに入団（チームメイトにセス・グライシンガーがいた）。しかし起亜では48試合で打率.163、6本塁打、14打点に終わり同年退団した。また、起亜での登録名はファーストネームの「スコット」だった。
2007年のスプリングトレーニングにはマーリンズに招待選手として参加し、西武からボストン・レッドソックスに移籍した松坂大輔の登板試合に8番三塁で出場して、松坂から見逃し三振を喫している（この試合はスプリングトレーニングながら、移籍をめぐって注目された松坂が出場するということで、日本でも生中継された）。その後、開幕前にマイナーに落とされ、再びアルバカーキでプレーし、打率.300、32本塁打、105打点をマーク。同年オフ、広島東洋カープと契約。メジャーでは目立った成績は残していないが、マイナーでは通算181本塁打を記録しており、背番号25を受け継いだことからもうかがえるように、移籍した新井貴浩の穴を埋める右の大砲として期待されての入団であった。
2008年は好機での凡退が目立ち、新井の穴を埋めるまでには至らなかったが、意外性のあるバッティングを見せることもあった。この年に挙げた勝利打点は、チーム内では栗原健太に次ぐ12である。11月30日に残留要請することが発表され、12月9日に契約成立した。背番号25を新入団の石井琢朗がつけたため、背番号は57に変更となった。
2009年は4月24日から4月30日まで4番一塁手・三塁手として出場したが、シーズン序盤から不振にあえぎ、中盤にはスコット・マクレーン、アンディ・フィリップスの加入もあって出番が激減。結局、同年限りで退団となった。
引退後は、2017年から2019年までニューヨーク・ヤンキース傘下のマイナー各球団でコーチを歴任し、2021年からはこの年からマイアミ・マーリンズ傘下となったAA級ペンサコーラ・ブルーワフーズで打撃コーチを務める。

## 詳細情報

### 年度別打撃成績
| 年 度    | 球 団    | 試 合 | 打 席 | 打 数 | 得 点 | 安 打 | 二 塁 打 | 三 塁 打 | 本 塁 打 | 塁 打 | 打 点 | 盗 塁 | 盗 塁 死 | 犠 打 | 犠 飛 | 四 球 | 敬 遠 | 死 球 | 三 振 | 併 殺 打 | 打 率 | 出 塁 率 | 長 打 率 | O P S |
| -------- | -------- | ----- | ----- | ----- | ----- | ----- | -------- | -------- | -------- | ----- | ----- | ----- | -------- | ----- | ----- | ----- | ----- | ----- | ----- | -------- | ----- | -------- | -------- | ----- |
| 2001     | NYY      | 1     | 1     | 1     | 0     | 0     | 0        | 0        | 0        | 0     | 0     | 0     | 0        | 0     | 0     | 0     | 0     | 0     | 0     | 0        | .000  | .000     | .000     | .000  |
| 2005     | STL      | 59    | 114   | 105   | 11    | 23    | 5        | 0        | 1        | 31    | 10    | 0     | 0        | 0     | 1     | 8     | 0     | 0     | 23    | 1        | .219  | .272     | .295     | .567  |
| 2006     | 起亜     | 48    | 169   | 153   | 10    | 25    | 1        | 1        | 6        | 46    | 14    | 0     | 0        | 0     | 1     | 10    | 1     | 5     | 37    | 5        | .163  | .237     | .301     | .537  |
| 2008     | 広島     | 110   | 431   | 400   | 25    | 109   | 18       | 1        | 15       | 174   | 53    | 0     | 2        | 0     | 2     | 26    | 0     | 3     | 74    | 11       | .273  | .320     | .435     | .755  |
| 2009     | 広島     | 40    | 142   | 127   | 9     | 27    | 3        | 1        | 4        | 44    | 11    | 1     | 1        | 0     | 2     | 10    | 0     | 3     | 32    | 2        | .213  | .282     | .346     | .628  |
| MLB：2年 | MLB：2年 | 60    | 115   | 106   | 11    | 23    | 5        | 0        | 1        | 31    | 10    | 0     | 0        | 0     | 1     | 8     | 0     | 0     | 23    | 1        | .217  | .270     | .292     | .562  |
| KBO：1年 | KBO：1年 | 48    | 169   | 153   | 10    | 25    | 1        | 1        | 6        | 46    | 14    | 0     | 0        | 0     | 1     | 10    | 1     | 5     | 37    | 5        | .163  | .237     | .301     | .537  |
| NPB：2年 | NPB：2年 | 150   | 573   | 527   | 34    | 136   | 21       | 2        | 19       | 218   | 64    | 1     | 3        | 0     | 4     | 36    | 0     | 6     | 106   | 13       | .258  | .311     | .414     | .724  |

- 2009年度シーズン終了時

### 記録
NPB
- 初出場・初先発出場：2008年3月28日、対中日ドラゴンズ1回戦（ナゴヤドーム）、6番・三塁手で先発出場
- 初打席・初安打：同上、2回表に川上憲伸から右前安打
- 初打点：同上、3回表に川上憲伸から右前適時打
- 初本塁打：2008年4月11日、対中日ドラゴンズ4回戦（広島市民球場）、4回裏に朝倉健太から左越2ラン
- 初盗塁：2009年5月19日、対オリックス・バファローズ1回戦（京セラドーム大阪）、5回表に二盗（投手：近藤一樹、捕手：日高剛）

### 背番号
- 48 （2001年）
- 28 （2005年）
- 32 （2006年）
- 25 （2008年）
- 57 （2009年）